# Magnus z Füssen
Magnus z Füssen, Święty Magnus (ur. ?, zm. 6 września 772 w Füssen) – biskup misyjny, święty Kościoła katolickiego.

## Życiorys
Po ukończeniu nauki w St. Gallen podjął działalność apostolską jako misjonarz. Rozpoczął pracę w Szwajcarii i Niemczech, by krzewić tam naukę Chrystusa. Pierwszą placówką misjonarza było miasto Konstancja, w której pozostawił Teodora, ucznia mającego kontynuować jego dzieło. Kolejnymi miejscowościami gdzie pracował było Tozzo i Füssen (Bawaria). Za pozwoleniem papieża Stefana IV przyjął w 771 święcenia biskupie, co miało ułatwić prowadzenie działalności misyjnej. Był to precedens, który zyskał ramy prawne dopiero na soborze trydenckim. Utworzył wspólnotę zakonną w której łączono pracę apostolską z ascezą i uważany jest za pierwszego jej opata.

## Kult
Święty Magnus jest orędownikiem ukąszonych przez węże.
Ikonografia
W ikonografii przedstawiany jest najczęściej jako brodatego, wędrownego misjonarza z pastorałem, w powłóczystych szatach i w czapce, ze smokiem pod stopami, lub w scenie uzdrawiania niewidomego. Smok jest alegorią szatana chcącego odwieźć świętego od działalności misyjnej.
Relikwie
Na grobie świętego Magnusa wybudowano w latach 843-848 kościół, w którym umieszczone zostały relikwie świętego.
Dzień obchodów
Wspomnienie liturgiczne obchodzone jest 6 września.